# Vườn quốc gia Coorabakh
Vườn quốc gia Coorabakh là một vườn quốc gia gần Hannam Vale ở bang New South Wales, Úc, cách thành phố Sydney 272 km về phía đông bắc.
Ba chỗ núi lửa trồi lên gọi là Big Nellie (31°42′2″N 152°31′20″Đ / 31,70056°N 152,52222°Đ), Flat Nellie (31°42′39″N 152°30′37″Đ / 31,71083°N 152,51028°Đ) và Little Nellie (31°41′40″N 152°30′3″Đ / 31,69444°N 152,50083°Đ) thống trị vườn này.
Phần lớn vườn này là rừng cây bạch đàn và các cây bụi trên khu dốc Lansdowne, trong khi rừng ưa mưa cận nhiệt đới với thời tiết ôn hòa được tìm thấy ở các khu vực được bảo tồn nhiều hơn. Vườn quốc gia này có các loài động vật có nguy cơ bị tuyệt chủng như chồn có túi đưôi đốm ('Dasyurus), chim cú Ninox strenua và ếch nhái Mixophyes balbus.
Có thể đi theo Newbys Creek từ bãi đậu xe tới Newbys Cave, trong khi Newbys Lookout có các tiện nghi picnic và cái nhìn toàn cảnh thung lũng sông Manning. Từ Flat Rock Lookout (31°41′17″N 152°30′23″Đ / 31,68806°N 152,50639°Đ) có thể nhìn xuống thung lũng thượng Lansdowne và Dốc cao nguyên Comboyne Plateau.
Vườn này giáp ranh với Rừng quốc gia Lansdowne.